# 矢吹中央インターチェンジ
矢吹中央インターチェンジ（やぶきちゅうおうインターチェンジ）は、福島県西白河郡矢吹町にあるあぶくま高原道路のインターチェンジである。
当ICから玉川ICまでは有料区間である。

## 道路
- E80 あぶくま高原道路（2番）

## 接続する路線

### 間接接続
- 福島県道44号棚倉矢吹線
- 福島県道106号石川矢吹線
- 福島県道42号矢吹小野線

## 周辺
当ICは矢吹町の中心部に位置している。
- 福島県農業総合センター農業短期大学校
- あゆり温泉
- 矢吹駅
- 矢吹町図書館
- 矢吹町立矢吹中学校
- 矢吹ゴルフクラブ
- 矢吹町役場
- 矢吹町文化センター
- メガステージ矢吹
- 矢吹消防署
- 矢吹町民プール

## 隣
E80 あぶくま高原道路
(1) 矢吹IC - (2) 矢吹中央IC - 矢吹TB - (3) 玉川IC